# Murwara

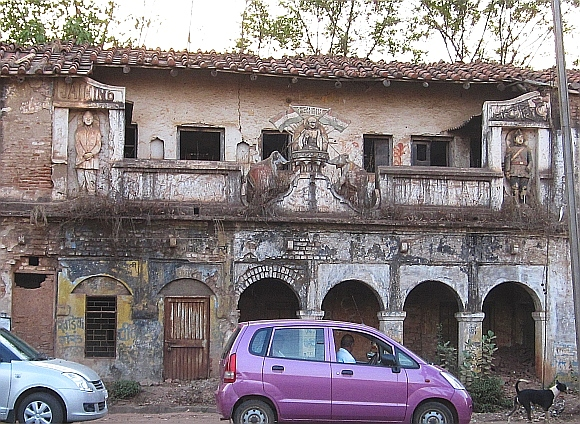
Byggnad i Murwara.

Murwara (alternativt Katni eller Mudwara) är en stad i delstaten Madhya Pradesh i Indien. Den är administrativ huvudort för distriktet Katni, och folkmängden uppgick till 221 883 invånare vid folkräkningen 2011.